# يوكي أوكاموتو
يوكي أوكاموتو (باليابانية: 岡本 勇輝) (10 يونيو 1983 في غونما في اليابان – )؛ هو لاعب كرة قدم ياباني سابق كان يلعب كمهاجم.

## وصلات خارجية
- يوكي أوكاموتو على موقع رابطة كرة القدم اليابانية للمحترفين (اليابانية)
- يوكي أوكاموتو على موقع Soccerway.com (الإنجليزية)
- يوكي أوكاموتو على موقع عالم كرة القدم.نت (الإنجليزية)